# Kraftwerkskomplex Telok Gong
Der Kraftwerkskomplex Telok Gong besteht aus zwei Kraftwerken im Bundesstaat Malakka, Malaysia, die an der Straße von Malakka gelegen sind. Die Stadt Malakka liegt ungefähr 25 km südöstlich des Kraftwerkskomplexes.
Das Kraftwerk TGPS1 ist ein Gasturbinenkraftwerk. Es ist im Besitz der Powertek Berhad (PT) und wird auch von PT betrieben. Das Kraftwerk TGPS2 ist ein  GuD-Kraftwerk. Es ist im Besitz der Panglima Power Sdn Bhd. (PP) und wird auch von PP betrieben. Edra Power Holdings Sdn Bhd (Edra) hält sowohl 100 % an PT als auch an PP. Edra ist eine Tochter der China General Nuclear Power Group.

## Kraftwerksblöcke
Der Kraftwerkskomplex besteht aus den zwei benachbarten Kraftwerken TGPS1 (Anlage 1) und TGPS2 (Anlage 2). Die folgende Tabelle gibt einen Überblick:
| Anlage | Block | Max. Leistung (MW) | Betriebsbeginn | Turbine | Generator | Dampfkessel |
| ------ | ----- | ------------------ | -------------- | ------- | --------- | ----------- |
| 1      | 1     | 110                | 18.06.1995     | EGT     | Alstom    |             |
|        | 2     | 110                | 18.06.1995     | EGT     | Alstom    |             |
|        | 3     | 110                | 18.06.1995     | EGT     | Alstom    |             |
|        | 4     | 110                | 18.06.1995     | EGT     | Alstom    |             |
| 2      | 1     | 230                | 28.02.2002     | Siemens | Siemens   | Doosan      |
|        | 2     | 230                | 31.03.2002     | Siemens | Siemens   | Doosan      |
|        | 3     | 260                | 31.03.2002     | Siemens | Siemens   |             |

Die Anlage 1 besteht aus vier Gasturbinen ohne nachgeschaltete Dampfturbine. Die Anlage 2 besteht aus zwei Gasturbinen sowie einer nachgeschalteten Dampfturbine. An beide Gasturbinen ist jeweils ein Abhitzedampferzeuger angeschlossen; die Abhitzedampferzeuger versorgen dann die Dampfturbine.